# 達爾文盤雀鯛
達爾文盤雀鯛(學名：Dischistodus darwiniensis)，為輻鰭魚綱鱸形目隆頭魚亞目雀鯛科的其中一種，分布於西太平洋澳洲北領地海域，體長可達10.3公分，棲息在沙底質海床或珊瑚礁，繁殖期時會成對出現，生活習性不明。